# Secuestro de carbono

Esquema que muestra fuentes de emisión de dióxido de carbono secuestrado, tanto terrestre como geológico, proveniente de la industria pesada, como una planta química.

El secuestro de carbono o extracción de dióxido de carbono (CDR) es la captura o retirada a largo plazo de dióxido de carbono de la atmósfera para retrasar o disminuir la contaminación de CO2 atmosférica con el fin de mitigar el calentamiento global.
El dióxido de carbono (CO2) es naturalmente capturado de la atmósfera a través de procesos biológicos, substancias químicas, y procesos físicos. Estos cambios pueden ser acelerados a través de cambios del uso del suelo y de prácticas agrícolas, como convertir cultivos y ganado que compactan la tierra a cultivos de lento crecimiento. Los procesos artificiales han sido diseñados para producir efectos similares, incluyendo proyectos a gran escala, para capturar artificialmente el CO2 producto de la actividad industrial y almacenando el CO2 en aquiferos salinos, reservorios de agua, agua de mar, yacimientos petroleros agotados, y otros sumideros de carbono, generación de bio-energía, fertilización de océano, meteorización artificial, y capturando directamente del aire cuándo se combinada con almacenamiento CO
2
La necesidad de usar CDR ha sido expresada públicamente por una amplia gama de individuos y organizaciones relacionas con el cambio climático, incluyendo al IPCC, Rajendra Pachauri, la UNFCCC, la secretaria ejecutiva Christiana Figueres, y el Worldwatch Institute. Las instituciones con los programas más relevantes que se centran en CDR; incluyen el Centro para la Energía Sostenible Lenfest en el Instituto de la Tierra, la Universidad de Columbia, y el Centro de toma de decisiones para el cambio climático, una colaboración internacional con base en el departamento de Ingeniería y Política Pública de la universidad Carnegie-Mellon.

## Descripción
La captura de carbono es el proceso implicado en la toma de carbono atmosférico (en forma de dióxido de carbono CO
2) y el almacenamiento a largo plazo del mismo y puede referirse a: 
- "El proceso de retirar carbono de la atmósfera y depositarlo en un reservorio."[12] Cuando se realiza de forma intencional, se puede referir al retiro de dióxido de carbono, lo cual es una forma de geoingeniería.
- A la captura y almacenamiento de carbono, donde el dióxido de carbono es sacado directamente de los escapes industriales (por ejemplo, en centrales de generación eléctrica) antes de ser almacenado en reservorios subterráneos.
- Al ciclo biogeoquímico natural del carbono entre la atmósfera y los reservorios por procesos como la meteorización química de las rocas.

El dióxido de carbono puede ser capturado en forma pura como subproducto en procesos relacionados con la refinación del petróleo o de escapes industriales, como los de una central de generación eléctrica. El secuestro de CO2 incluye la captura a gran escala del gas producido industrialmente para depositarlo en acuíferos salinos subterráneos, reservorios de agua, en el agua del mar, en yacimientos de petróleo agotados y en otros posibles sumideros de carbono.   
El secuestro de carbono describe el almacenamiento a largo plazo del dióxido de carbono y otras formas de carbono con el efecto de mitigar el calentamiento global y evitar cambio de clima peligroso. Se ha propuesto como una forma de disminuir la acumulación atmosférica y marina de gases de efecto invernadero, los cuales son liberados al quemar combustibles de fósil y emitidos por el ganado, particularmente en altas cantidades por la ganadería industrial.
El dióxido de carbono es naturalmente capturado de la atmósfera a través de procesos biológico, químicos y físicos. Algunas formas de secuestro de carbono aprovechan estos ciclos naturales, mientras que otros usan procesos enteramente artificiales.
Hay tres maneras en que el secuestro de carbono puede ser llevado a cabo: captura pre-combustión, captura post-combustión, y oxy-combustión. Una amplia variedad de técnicas están siendo desarrolladas, incluyendo la separación de las fases gaseosas, absorción en un líquido, y absorción en un sólido, así como procesos híbridos, como sistemas de membranas y de absorción. Estos procesos básicamente capturan el carbono emitido por centrales eléctricas, fábricas, y otras industrias que queman combustibles fósiles, y ganadería en centros de producción de alta tecnología que están adoptando técnicas restaurativas, en un intento de disminuir las emisiones de carbono en sus operaciones.

## Procesos biológicos

### Biosecuestración

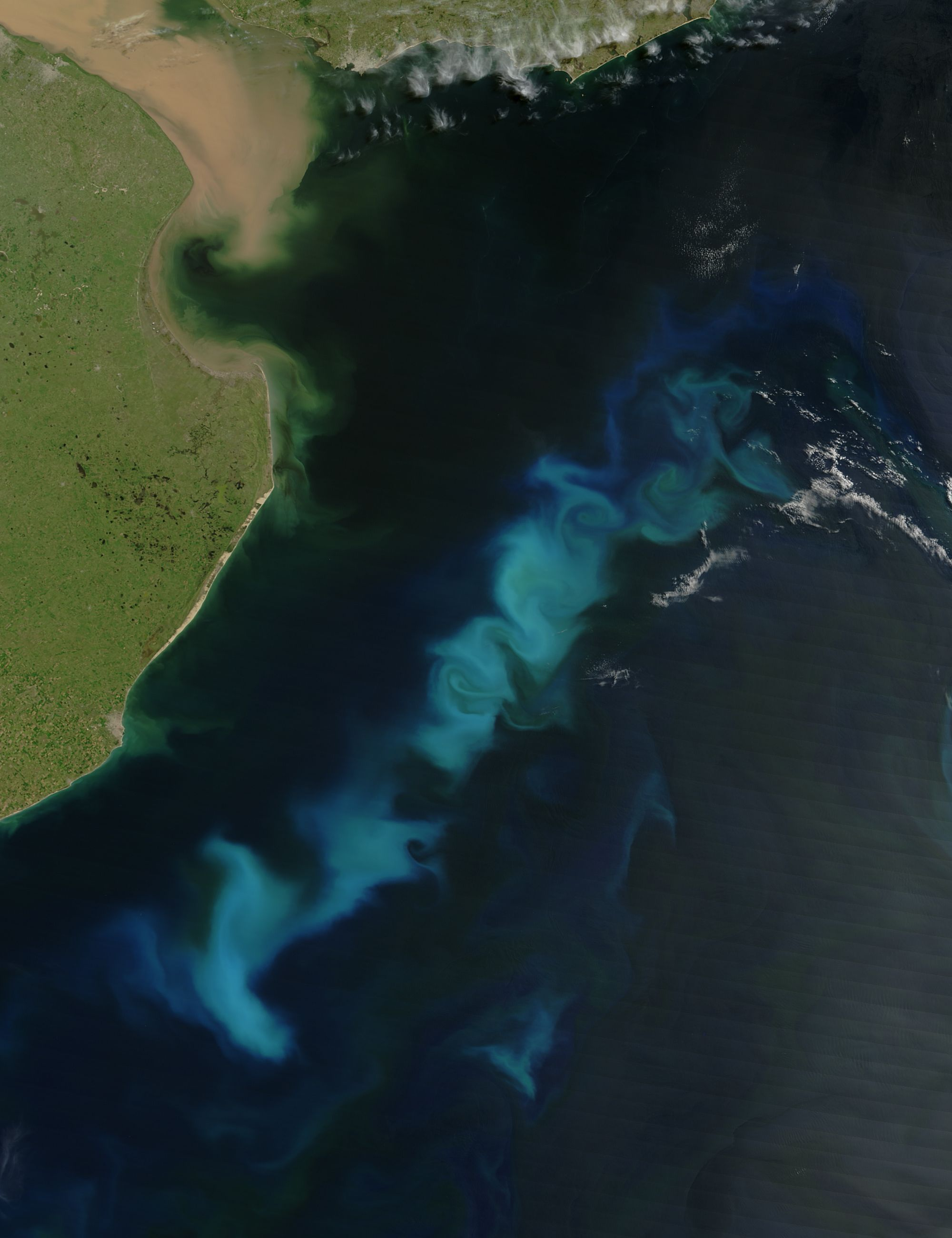
Fitoplancton oceánico que florece en forma de proliferación de algas en el Océano Atlántico Del sur, junto a la costa de Argentina. Fomentando estos brotes con hierro se podría capturar el dióxido de carbono en el lecho marino

La bio-secuestración es la captura y almacenamiento del gas de efecto invernadero, dióxido de carbono, a través de procesos biológicos continuos o mejorados. Esta forma de secuestro de carbono ocurre a través del aumento artificial de índices de fotosíntesis al cambiar el uso del suelo al hacer reforestación, manejos forestales sostenibles e ingeniería genética.
El secuestro de carbono a través de procesos biológicos afecta al ciclo del carbono a nivel global. Los ejemplos incluyen fluctuaciones climáticas importantes, como el Evento de Azolla, que creó el clima Ártico actual. Tales procesos crearon los combustibles de fósil, así como el clatrato y la caliza. Al manipular tales procesos los bioingenieros buscan aumentar la capacidad de secuestro de carbono.

### Turberas
Las turberas actúan como un sumidero de carbono debido a que detienen parcialmente la degradación de biomasa, que de otra forma se degradaría completamente. Hay variaciones entre cuanto puede actuar una turbera como sumidero, ya que varia dependiendo del clima y de la estación del año. Al crear turberas o mejorar la capacidad de secuestrar de las ya existentes se espera que aumente la retención de carbono total de las turberas

### Silvicultura
La forestación es el establecimiento de un bosque en una área donde había uno anteriormente. La reforestación es la recuperación de un bosque al replantar árboles en zonas marginales de cultivo y tierras de pastoreo para incorporar el CO2 en la biomasa de árboles CO
2 Para que este secuestro de carbono tenga éxito el carbono no debe regresar a la atmósfera al pudrirse o quemarse los árboles. Con este fin,la tierra destinada a los árboles no debe ser convertida a otros usos y debe vigilarse para evitar perturbaciones externas. Alternativamente, la madera proveniente de este bosque tiene ser secuesterada,por ejemplo, por medio de biochar, bio-energía con almacenamiento de carbono (BECS), depositada en un relleno o alamacenada por uso en( p. ej., construcción). No es una solución eterna, aun así, si se reforesta con árboles de larga vida (>100 años) secuestra el carbono por un periodo sustancial y es liberado gradualmente, minimizando el impacto del carbono en el cambio climático durante el siglo XXI. La Tierra tiene el espacio suficiente para plantar 1.2 billones de árboles. Plantando y protegiéndolos compensaría aproximadamente10 años de emisiones de CO2 y secuestraria 205 miles de millones de toneladas de carbono. La Campaña de Árbol del Billón apoya este método para secuestrar carbono. Reforestando todos los bosques degradados del mundo capturaría aproximadamente 205 miles de millones toneladas de carbono en total (lo cual es aproximadamente 2/3 de todas emisiones de carbono).
En un artículo publicado en la revista Nature Sustainability, los investigadores estudiaron el efecto neto de continuar construyendo según las prácticas actuales contra prácticas que aumentan los productos de madera. Concluyeron que si durante los próximos 30 años las construcciones nueva utilizaran un 90% de productos de madera, un total de 700 millones de toneladas de carbono serían secuestradas.

#### Silvicultura urbana
La silvicultura urbana aumenta la cantidad del carbono capturado en las ciudades al añadir nuevos árboles y el secuestro de carbono ocurre a lo largo de la vida del árbol. Es generalmente practicado en las ciudades a una pequeña escala. Los resultados de silvicultura urbana pueden tener resultados variados según el tipo de vegetación que se utilice, así que pueda funcionar como sumidero, pero puede ser una fuente de emisiones de dióxido de carbono. En conjunto el secuestro por plantas, la cual es difícil de medir con exactitud pero parece tener un efecto pequeño en la cantidad global de dióxido de carbono secuestrado, la vegetación no arbórea puede tener efectos indirectos al reducir el consumo de energía.

### Restauración de humedales
Los humedales son sumideros de carbono importantes; se estima que el 14.5% del carbono en suelo se encuentra en los humedales, mientras que solo el 6% de toda la tierra es considera un humedal.

### Agricultura
Comparada a la vegetación natural, las tierras agrícolas están agotadas de carbono orgánico en el suelo (COS). Cuándo se cambia el uso de suelo de natural o semi-natural, como bosques, selvas, praderas, estepas o savannas, el COS el contenido en la tierra reduce por aproximadamente 30–40%. Esta pérdida se debe a la extracción de biomasa vegetal en forma de cosechas. Cuándo la tierra cambia de uso, el carbono en la tierra aumenta o disminuye, hasta lograr un equilibrio. Este equilibrio puede variar debido a un efecto climático. La disminución del SOC puede ser contrarrestado al inyectar carbono al suelo, esto puede ser logrado con varias estrategias. Por ejemplo, dejar residuos de cosecha en el campo, colocar abono o incluir cultivos perennes. Los cultivos perennes tienen mayor proporción de biomasa enterrada que sobre la tierra, esto aumenta el SOC. A nivel global,se estima que la tierra es capaz de contener más de 8,580 gigatoneneladas de carbono orgánico, aproximadamente 10 veces la cantidad en la atmósfera y mucho más que la vegetación.

La modificación de las prácticas agrícolas es un método reconocido de secuestro de carbono, debido a que la tierra puede actuar como un sumidero de carbono eficaz absorbiendo hasta el 20% de las emisiones anuales.
La implementación de agricultura orgánica y la producción de lombricompuesto podría absorber enteramente el exceso de CO2 anual del 4Gt y todavía podría absorber dióxido de carbono atmosférico.
Los métodos de reducción de emisiones de carbono en la agricultura se pueden agrupar en dos categorías: Reducción y desplazamiento, y eliminación mejorada. Algunas de estas reducciones implican el aumento de la eficiencia de las operaciones agrícolas (por ejemplo, equipos que consumen menos combustible), mientras que otras implican disrupciones en el ciclo natural del carbono. Además, algunas técnicas efectivas (dejar la práctica de las quemas agrícolas ) pueden tener un impacto negativo en otras preocupaciones ambientales (mayor uso de herbicidas para controlar las malas hierbas que no se destruyen con la quema).

### Captura de dióxido de carbono en suelos agrícolas
El carbono agrícola es el nombre de una variedad de métodos agrícolas destinados a secuestrar carbono atmosférico en el suelo y en las raíces, la madera y las hojas de los cultivos. Aumentar el contenido de carbono del suelo puede ayudar al crecimiento de las plantas, aumentar la materia orgánica del suelo (mejorando el rendimiento agrícola), mejorar la capacidad de retención de agua del suelo y reducir el uso de fertilizantes (y las emisiones que lo acompañan de óxido nitroso (N2O), un gas de efecto invernadero).A partir del 2016, variantes de estas prácticas alcanzaron cientos de millones de hectáreas a nivel mundial, de los casi 5 mil millones de hectáreas (1.2 × 1010 acres) de tierras agrícolas mundiales. Los suelos pueden contener hasta un cinco por ciento de carbono en peso, incluida la materia vegetal y animal en descomposición y el biochar.
Las posibles alternativas de secuestro al carbono agrícola incluyen la depuración de CO2 del aire con máquinas (captura directa de aire); fertilizar los océanos para provocar la proliferación de algas que, después de la muerte, transportan carbono al lecho marino; almacenar el dióxido de carbono emitido por la generación de electricidad; y aplastamiento y expansión de tipos de rocas como el basalto que absorben carbono atmosférico. Las técnicas de manejo de la tierra que se pueden combinar con la agricultura incluyen la forestación, reforestación, enterrar el biochar producido por biomasa convertida anaeróbicamente y restaurar humedales. (Los yacimientos de carbón son los restos de pantanos y turberas).

#### Cultivo de bambú
Aunque un bosque de bambú almacena menos carbono total que un bosque maduro de árboles, una plantación de bambú captura carbono a un ritmo mucho más rápido que un bosque maduro o una plantación de árboles. Por lo tanto, el cultivo de bambú maderable puede tener un impacto significativo en el secuestro de carbono.

### Suelo profundo
Los suelos retienen cuatro veces la cantidad de carbono que hay en la atmósfera. Aproximadamente la mitad de esto se encuentra en las profundidades del suelo. Aproximadamente el 90% de este C profundo del suelo se estabiliza mediante asociaciones minerales-orgánicas

#### Reduciendo emisiones
El aumento de los rendimientos y la eficiencia, generalmente, reduce las emisiones, ya que más alimentos resultan del mismo o menor trabajo. Las técnicas incluyen un uso más preciso de fertilizantes, menor alteración del suelo, riego más eficiente, variedades de cultivos mejoradas con características beneficiosas para su ambiente específico y de mayores rendimientos.
Reemplazar las operaciones agrícolas intensivas, las cuales tienen mayor consumo de energía, también puede reducir las emisiones. La agricultura de labranza mínima o labranza cero requiere menos uso de maquinaria y, en consecuencia, quema menos combustible por la misma área. Sin embargo, la falta de labranza generalmente aumenta el uso de agroquímicos para el control de malezas y es más probable que el residuo que ahora queda en la superficie del suelo libere su CO2 a la atmósfera a medida que se descompone, lo que disminuye la cantidad total reducida de carbono.[La cita necesitada]CO
2
En la práctica, la mayoría de las operaciones agrícolas que reincorporan residuos, desechos y subproductos de cultivos posteriores a la cosecha al suelo proporcionan un beneficio de almacenamiento de carbono.[La cita necesitada] 
Este es el caso de evitar prácticas como la quema de rastrojos en el campo, así en lugar de liberar casi todo del CO2 almacenado a la atmósfera, la labranza vuelve a incorporar la biomasa al suelo.[La cita necesitada]

#### Eliminación de carbono mejorada.
Todos los cultivos absorben CO2 durante el crecimiento y lo liberan después de la cosecha. El objetivo de la eliminación de carbono agrícola es utilizar los cultivos y su relación con el ciclo del carbono para secuestrar carbono de forma permanente dentro del suelo. Esto se hace utilizando métodos de cultivo que devuelvan la biomasa al suelo y mejoren las condiciones en las que el carbono contenido dentro de las plantas se transformara en carbón y se almacenará en una forma estable. Los métodos para lograr esto incluyen:
- Utilizar cultivos de cubierta como pastos y malezas como cobertura temporal entre las temporadas de siembra.
- Concentrar el ganado en pequeños potreros durante días para que pasten de forma ligera pero uniforme. Esto fomenta que las raíces crezcan más profundamente en el suelo. El ganado también labra la tierra con sus pezuñas, triturando hierba vieja y estiércol en la tierra.[41]
- Cubrir los potreros desnudos con heno o vegetación muerta. Esto protege el suelo del sol, permite que el suelo retenga más agua y sea más atractivo para los microbios que fijan carbono
- Restaurar la tierra degradada ralentiza la liberación de carbono mientras la tierra regresa a su uso en la agricultura u otro uso.

Las prácticas de secuestro de carbono agrícolas pueden tener efectos positivos en la calidad del suelo, aire y agua, en la vida silvestre y ampliar la producción de alimentos. En las tierras de cultivo degradadas, un aumento de 1 tonelada del depósito de carbono en el suelo puede aumentar el rendimiento de los cultivos de 20 a 40 kilogramos por hectárea de trigo, de 10 a 20 kg / ha de maíz y de 0,5 a 1 kg / ha de judía de careta[La cita necesitada]
Los efectos del secuestro de carbono en el suelo se pueden revertir. Si se altera el suelo o se abandonan las prácticas de labranza, el suelo se convierte en una fuente neta de gases de efecto invernadero. Por lo general, después de 15 a 30 años de secuestro, el suelo se satura y deja de absorber carbono. Esto implica que existe un límite global a la cantidad de carbono que puede contener el suelo.
Muchos factores afectan los costos de la captura de carbono, incluida la calidad del suelo, los costos de transacción y diversas externalidades, como fugas y daños ambientales imprevistos. Porque la reducción de CO2 atmosférico es una preocupación a largo plazo, los agricultores pueden mostrarse reacios a adoptar técnicas agrícolas más caras cuando no hay un beneficio en el cultivo, suelo o económico claro. Gobiernos como el de Australia y Nueva Zelanda están considerando permitir a los agricultores vender créditos de carbono una vez que documenten que han aumentado suficientemente el contenido de carbono del suelo.

### Relacionado con el océano

#### Fertilización con hierro
La fertilización del océano con hierro es un ejemplo de esta técnica de geoingeniería. 
intenta estimular el crecimiento del fito plancton, que elimina el carbono de la atmósfera durante al menos un período de tiempo. Esta técnica es controversial debido a la comprensión limitada de sus efectos completos en el ecosistema marino, incluidos los efectos secundarios y posiblemente grandes desviaciones del comportamiento esperado. Estos efectos incluyen potencialmente la liberación de óxidos de nitrógeno y la alteración del equilibrio de nutrientes en el océano
Los eventos naturales de fertilización con hierro (por ejemplo, la deposición de polvo rico en hierro en aguas oceánicas) pueden mejorar la captura de carbono. Los cachalotes actúan como agentes de fertilización con hierro cuando transportan hierro desde las profundidades del océano hasta la superficie durante el consumo de presas y la defecación. Se ha demostrado que los cachalotes aumentan los niveles de producción primaria y exportación de carbono a las profundidades del océano al depositar heces ricas en hierro en las aguas superficiales del Océano Austral. Las heces ricas en hierro hacen que el fito-plancton crezca y absorba más carbono de la atmósfera. Cuando el fito-plancton muere, parte de él se hunde en las profundidades del océano y se lleva el carbono atmosférico con él. Al reducir la abundancia de cachalotes en el Océano Austral, la caza de ballenas ha dado lugar a que cada año permanezcan en la atmósfera 200.000 toneladas adicionales de carbono.

#### Fertilización con urea
Ian Jones propone fertilizar el océano con urea, una sustancia rica en nitrógeno, para estimular el crecimiento del fitoplancton
La empresa australiana Ocean Nourishment Corporation (ONC) planea hundir cientos de toneladas de urea en el océano para impulsar el crecimiento del fito plancton absorbente de CO2 como una forma de combatir el cambio climático. En 2007, la ONC, con sede en Sídney, completó un experimento con 1 tonelada de nitrógeno en el mar de Sulu frente a las Filipinas.

#### Mezcla de capas
Fomentar la mezcla de varias capas oceánicas puede mover nutrientes y gases disueltos, ofreciendo vías para la geoingeniería. La mezcla se puede lograr colocando grandes tuberías verticales en los océanos para bombear agua rica en nutrientes a la superficie, lo que desencadenaría la proliferación de algas, que almacenan carbono cuando crecen y exportan carbono cuando mueren. Esto produce resultados algo similares a la fertilización con hierro. Un efecto secundario es un aumento a corto plazo de CO2, lo que limita su atractivo.

#### Algas Marinas
Las algas marinas crecen en áreas costeras y poco profundas, y capturan cantidades significativas de carbono que pueden ser transportadas a las profundidades del océano por mecanismos oceánicos; las algas que llegan a las profundidades del océano secuestran carbono y evitan que se intercambie con la atmósfera durante milenios. Además, las algas marinas crecen muy rápido y, en teoría, se pueden cosechar y procesar para generar bio-metano, a través de la digestión anaeróbica para generar electricidad, a través de cogeneración/CHP o como reemplazo del gas natural. Un estudio sugirió que si las granjas de algas cubrieran el 9% del océano, podrían producir suficiente bio-metano para satisfacer la demanda de energía equivalente a la demanda de energía de combustibles fósiles de la Tierra, eliminado 53 gigatoneladas de CO2 al año de la atmósfera y produciendo de manera sostenible 200 kg de pescado al año, por persona, para 10 mil millones de personas.Las especies ideales para ese cultivo y conversión incluyen Laminaria digitata, Fucus serratus y Saccharina latissima.

## Procesos físicos

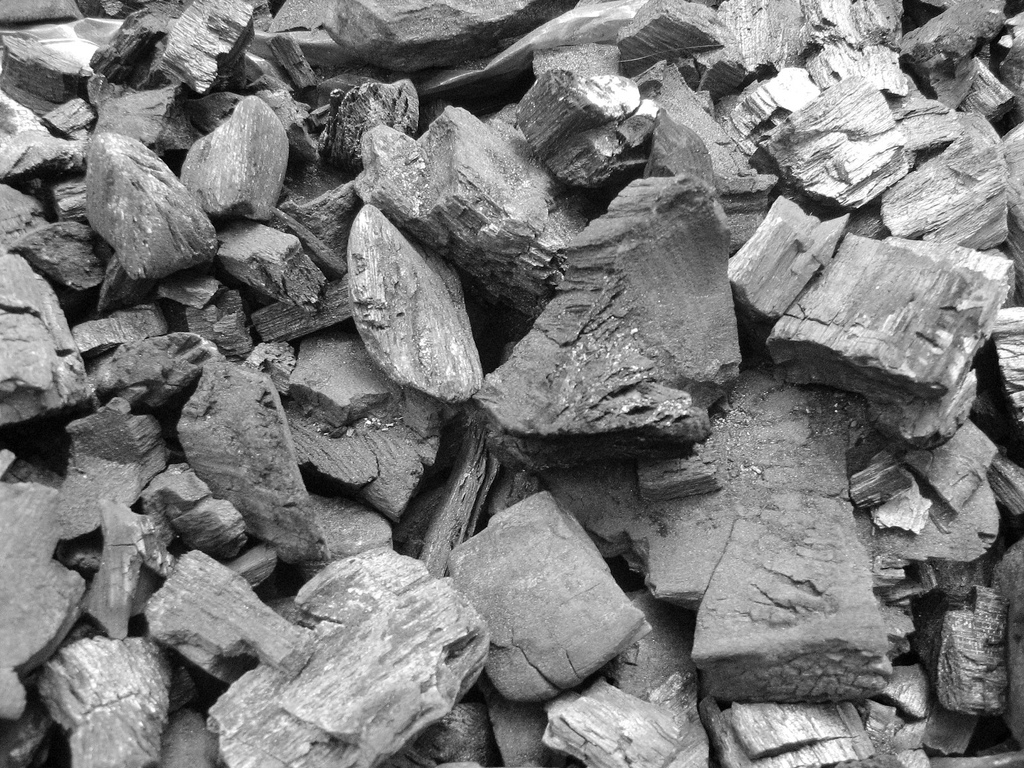
Biochar puede verterse en rellenos, utilizándose para mejorar el suelo o quemarse para su captura y almacenamiento.

### Relacionado con la biomasa

#### Bioenergía con captura y almacenamiento de carbono
La bioenergía con captura y almacenamiento de carbono (BECAC) se refiere a la biomasa en centrales eléctricas y calderas que capturan y almacenan carbono. El carbono secuestrado por la biomasa sería capturado y almacenado, eliminando así el dióxido de carbono de la atmósfera

#### Entierro
Enterrar biomasa (como árboles) directamente imita los procesos naturales que crearon los combustibles fósiles.

#### Entierro debiochar
El biochar es carbón vegetal creado por pirólisis de residuos de biomasa. El material resultante se agrega a un vertedero o se utiliza como mejorador del suelo para crear terra preta. La adición de carbono orgánico pirogénico (biochar) es una estrategia novedosa para aumentar la reserva de carbono en el suelo a largo plazo y mitigar el calentamiento global compensando el carbono atmosférico (hasta 9,5 Pg C por año).
En el suelo, el carbono no está disponible para la oxidación a CO2 y la consiguiente liberación atmosférica. Esta es una técnica defendida por el científico James Lovelock, creador de la hipótesis de Gaia. Según Simon Shackley, "la gente está hablando de algo en el rango de uno a dos mil millones de toneladas al año"."
Los mecanismos relacionados con el biochar se conocen como bioenergía con almacenamiento de carbono, BEAC.

### Almacenamiento oceánico
Si se inyectara CO2 al fondo del océano, la presión sería lo suficientemente grande como para que el CO2 estuviera en su fase líquida. La idea detrás de la inyección oceánica sería tener piscinas estables y estacionarias de CO2 en el fondo del océano. El océano podría contener más de mil millones de toneladas de CO2. Sin embargo, esta vía de secuestro no se está siguiendo de manera activa debido a las preocupaciones sobre el impacto en la vida oceánica y sobre su estabilidad. Una solución biológica puede ser el cultivo de algas marinas que se pueden depositar naturalmente en las profundidades del océano, capturando cantidades significativas de biomasa en los sedimentos marinos.
Las desembocaduras de los ríos traen grandes cantidades de nutrientes y material muerto de río arriba al océano como parte del proceso que finalmente produce combustibles fósiles. El transporte de material, como los desechos agrícolas, al océano y permitir que se hundan aprovecha esta idea para aumentar el almacenamiento de carbono. Las regulaciones internacionales sobre las descargas marinas pueden restringir o prevenir el uso de esta técnica.

### Secuestro geológico
El secuestro geológico se refiere al almacenamiento subterráneo de CO2 en yacimientos de petróleo y gas agotados, formaciones salinas o depósitos de carbón profundos que no se pueden extraer.
Una vez que se captura el CO2 de una fuente puntual, como una fábrica de cemento, se comprime a 100 bar, de modo que se convierte en un fluido supercrítico. En esta forma fluida, el CO2 sería fácilmente transportado a través de tuberías hasta el lugar de almacenamiento. Luego, el CO2 se inyectaría a gran profundidad, por lo general alrededor de 1 km, donde sería estable desde cientos hasta millones de años. En estas condiciones de almacenamiento, la densidad del CO2 supercrítico es de 600 a 800 kg /m3.
Los parámetros importantes para determinar un buen sitio para el almacenamiento de carbono son: porosidad de la roca, permeabilidad de la roca, ausencia de fallas y geometría de las capas de roca. El medio en el que se almacenará el CO2, idealmente, tiene una alta porosidad y permeabilidad, como la piedra arenisca o la piedra caliza. La piedra arenisca puede tener una permeabilidad que varía desde 1 hasta 10− 5 Darcy y puede tener una porosidad tan alta como ~ 30%. La roca porosa debe estar cubierta por una capa de baja permeabilidad que actúa como sello, o roca de fondo, para el CO2. La lutita es un ejemplo de una roca de fondo muy buena, con una permeabilidad desde 10−5 hasta 10−9 Darcy. Una vez inyectada, la columna de CO2 se elevará mediante fuerzas de flotación, ya que es menos densa que su entorno. Una vez que encuentra un fondo de roca, se extenderá lateralmente hasta que encuentre una brecha. Si hay planos de falla cerca de la zona de inyección, existe la posibilidad de que el CO2 pueda migrar a lo largo de la falla a la superficie, filtrándose a la atmósfera, lo que sería potencialmente peligroso para la vida en el área circundante. Otro peligro relacionado con el secuestro de carbono es la sismicidad inducida. Si la inyección de CO2 crea presiones subterráneas demasiado altas, la formación se fracturará y provocará un terremoto.
Mientras está atrapado en una formación rocosa, el CO2 puede estar en la fase de fluido supercrítico o disolverse en agua subterránea / salmuera. También puede reaccionar con minerales en la formación geológica, precipitándose en forma de carbonatos. Consúltese CarbFix.
Se estima que la capacidad mundial de almacenamiento en yacimientos de petróleo y gas es de 675 a 900 Gt de CO2, y en depósitos de carbón no explotables se estima que es de 15 a 200 Gt deCO2. Las formaciones salinas profundas tienen la mayor capacidad, que se estima en 1.000 a 10.000 Gt de CO2. En los Estados Unidos, hay una capacidad de almacenamiento estimada de 160 Gt de CO2.
Existe una serie de proyectos de captura y secuestro de carbono a gran escala que han demostrado la viabilidad y seguridad de este método de almacenamiento, que se resumen aquí por el Instituto Global CCS La técnica de monitoreo dominante es la imagen sísmica, donde se generan vibraciones que se propagan por el subsuelo. Se pueden obtener imágenes de la estructura geológica a partir de las ondas refractadas y reflejadas.
El primer proyecto de secuestro de CO2 a gran escala se comenzó en 1996 y se llama Sleipner, está ubicado en el Mar del Norte, donde StatoilHydro de Noruega extrae el dióxido de carbono del gas natural con disolventes de amina y lo elimina en un acuífero salino profundo. En el año 2000, una planta de gas natural sintético alimentada con carbón en Beulah, Dakota del Norte, se convirtió en la primera planta de carbón del mundo en capturar y almacenar dióxido de carbono, en el Proyecto de dióxido de carbono de Weyburn-Midale Varios proyectos de secuestro de carbono le han seguido. El Centro Energy Impact lanzó el proyecto OPEN100 en febrero del 2020, que es el primer anteproyecto de código abierto del mundo para el diseño, la construcción y la financiación de un reactor de agua a presión estándar pequeño En septiembre del 2020, el Departamento de Energía de los Estados Unidos otorgó 72 millones de dólares en fondos federales para apoyar el desarrollo y el avance de las tecnologías de captura de carbono.
El CO2 se ha utilizado ampliamente en operaciones mejoradas de recuperación de petróleo crudo en los Estados Unidos a partir de 1972. Tan solo en Texas, existen 10,000 pozos que inyectan CO2. El gas proviene en parte de fuentes antropogénicas, pero principalmente de grandes formaciones geológicas naturales de CO2, este se transporta a los campos productores de petróleo a través de una gran red de tuberías de más de 5.000 kilómetros (3.100 millas). El uso de CO2 para métodos mejorados de recuperación de hidrocarburos (MMRH) en depósitos de hidrocarburos pesados en la cuenca sedimentaria del Canadá occidental (CSCO) también se ha propuesto. Sin embargo, el costo del transporte sigue siendo un obstáculo importante. Un extenso sistema de tuberías para CO2 todavía no existe en CSCO. La minería de arenas petrolíferas de Athabasca que produce CO2 se encuentra a cientos de kilómetros al norte del subsuelo de los yacimientos de crudo pesado que podrían beneficiarse más de las inyecciones de CO2.

## Procesos químicos
Desarrollada en los Países Bajos, una electrocatálisis por un complejo de cobre ayuda a reducir el dióxido de carbono a ácido oxálico; Esta conversión utiliza dióxido de carbono como materia prima para generar ácido oxálico.

### Carbonatación mineral
El carbono en forma de CO2 puede eliminarse de la atmósfera mediante procesos químicos y almacenarse en formas minerales estables, como los carbonatos. Este proceso se conoce como 'secuestro de carbono por carbonatación mineral' o secuestro en minerales. El proceso implica la reacción de dióxido de carbono con óxidos metálicos disponibles en abundancia, ya sea óxido de magnesio (MgO) u óxido de calcio (CaO), para formar carbonatos estables. Estas reacciones son exotérmicas y ocurren naturalmente (por ejemplo, el desgaste de las rocas durante períodos de tiempo geológicos).
CaO + CO2 → CaCO
3CO
2
MgO + CO2 → MgCO
3
El calcio y el magnesio se encuentran en la naturaleza típicamente como silicatos de calcio y magnesio (como forsterita y serpentinita) y no como óxidos binarios. Para forsterita y serpentina, las reacciones son:
Mg
2SiO
4 + 2 CO
2→ 2 MgCO
3 + SiO
2
Mg
3Si
2O
5(OH)
4+ 3 CO
2 → 3 MgCO
3 + 2 SiO
2 + 2 H
2O
La siguiente tabla enumera los principales óxidos metálicos presentes en la corteza terrestre. Teóricamente el 22% de esta masa mineral puede forma carbonatos.
| Oxido   | Porcentaje en la corteza terrestre | Carbonato            | Cambio de entalpía (kJ/mol) |
| ------- | ---------------------------------- | -------------------- | --------------------------- |
| SiO 2   | 59.71                              |                      |                             |
| Al 2O 3 | 15.41                              |                      |                             |
| CaO     | 4.90                               | CaCO 3               | −179                        |
| MgO     | 4.36                               | MgCO 3               | −117                        |
| Na 2O   | 3.55                               | Na 2CO 3             |                             |
| FeO     | 3.52                               | FeO                  |                             |
| K 2O    | 2.80                               | K 2CO 3              |                             |
| Fe 2O 3 | 2.63                               | FeCO 3               |                             |
|         | 21.76                              | Todos los Carbonatos |                             |

Estas reacciones son ligeramente más favorables a bajas temperaturas. Este proceso ocurre naturalmente durante períodos geológicos y es responsable de gran parte de la piedra caliza de la superficie de la Tierra. Sin embargo, la velocidad de reacción se puede acelerar al aumentar la temperaturas y presiones, aunque este método requiere de energía adicional. Alternativamente, el mineral podría molerse para aumentar su área de contacto y exponerse al agua, a la abrasión constante para eliminar la sílice inerte, como podría lograrse naturalmente arrojando Olivino a las olas de alta energía de las playas. Los experimentos sugieren que el proceso de meteorización es razonablemente rápido (un año) dadas las rocas basálticas porosas.
El CO2 reacciona naturalmente con la peridotita en exposiciones superficiales deofiolitas, especialmente en Omán.Se ha sugerido que este proceso se puede mejorar para llevar a cabo la mineralización natural de CO2.
Cuando el CO2 se disuelve en agua y se inyecta en rocas basálticas calientes bajo tierra, se ha demostrado que el CO2 reacciona con el basalto para formar minerales carbonatos sólidos. Una planta de prueba en Islandia que se puso en marcha en octubre del 2017, extrae hasta 50 toneladas de CO2 al año de la atmósfera y lo almacena bajo tierra en roca basáltica.
Investigadores de la Columbia Británica desarrollaron un proceso de bajo costo para la producción de magnesita, también conocida como carbonato de magnesio, que puede secuestrar CO2 del aire o en el punto de contaminación, por ejemplo, en una planta de energía. Los cristales ocurren naturalmente, pero la acumulación suele ser muy lenta.
Los residuos de concreto de demolición o el concreto triturado reciclado también son materiales de bajo costo para la carbonatación mineral, ya que son materiales de desecho ricos en calcio.

### Método electroquímico
Otro de los métodos utiliza un catalizador de metal líquido y un electrolito líquido en el que se disuelve el CO2. El CO2 luego se convierte en copos de carbono sólidos. Este método se realiza a temperatura ambiente.

### Uso industrial
La fabricación tradicional de cemento libera grandes cantidades de dióxido de carbono, pero los tipos de cemento recientemente desarrollados por Novacem pueden absorber CO2 del aire ambiente durante el endurecimiento TecEco fue pionera en una técnica similar, con la que produce "EcoCement" desde el 2002. Un emprendimiento canadiense, CarbonCure, toma el CO2 capturado y lo inyecta en el concreto mientras se mezcla Carbono Upcycling UCLA es otra empresa que utiliza CO2 en su concreto. Su producto de hormigón se llama CO2NCRETE™, un concreto que se endurece más rápido y es más ecológico que el concreto tradicional.
En Estonia, las cenizas de esquisto bituminoso, generadas por centrales eléctricas, podrían utilizarse como absorbentes de CO2 secuestro en minerales.La cantidad de CO2 capturados promediaron del 60 al 65% del CO2 carbonoso y 10 a 11% de las emisiones totales de CO2

### Depuradores químicos
Se han propuesto varios procesos de depuración con dióxido de carbono para eliminar el CO2 desde el aire, generalmente usando una variante del proceso Kraft. Existen variantes de depuración con dióxido de carbono basadas en carbonato de potasio, que puede utilizarse para crear combustibles líquidos, o en hidróxido de sodio. Estos incluyen los árboles artificiales propuestos por Klaus Lackner para eliminar el dióxido de carbono de la atmósfera utilizando depuradores químicos.

### Relacionado con el océano

#### Almacenamiento de basalto
El secuestro de dióxido de carbono en el basalto implica la inyección de CO2 en aguas profundas. El CO2 primero se mezcla con agua de mar y luego reacciona con el basalto, el cual es rico en elementos alcalinos. Esta reacción da como resultado la liberación de iones Ca2+ y Mg2+ que forman s carbonatos estables.
El basalto submarino ofrece una buena alternativa a otras formas de almacenamiento de carbono oceánico porque tiene una serie de medidas de captura para garantizar protección adicional contra fugas. Estas medidas incluyen "formación geoquímica, sedimentaria, gravitacional y de hidratos”. Debido a que el hidrato de CO2 es más denso que el CO2 en agua de mar, el riesgo de fugas es mínimo.Al inyectar CO2 a profundidades superiores a 2700 metros (8900 pies) se asegura que el CO2 tenga una densidad mayor que el agua de mar, lo que hace que hace que se hunda
Un posible sitio de inyección es la placa Juan de Fuca. Los investigadores del Observatorio Terrestre Lamont-Doherty encontraron que esta placa en la costa occidental de los Estados Unidos tiene una posible capacidad de almacenamiento de 208 gigatoneladas. Esto podría cubrir la totalidad de las emisiones de carbono actuales de los Estados Unidos durante más de 100 años.
Este proceso se está sometiendo a pruebas como parte del proyecto CarbFix, lo que ha dado como resultado que el 95% de las 250 toneladas de CO2 inyectadas se solidifiquen en calcita en 2 años, utilizando 25 toneladas de agua por tonelada de CO2.

#### Neutralización ácida
El dióxido de carbono forma ácido carbónico cuando se disuelve en agua, por lo que la acidificación del océano es una consecuencia significativa de los niveles elevados de dióxido de carbono y limita la velocidad a la que puede ser absorbido por el océano (la bomba de solubilidad). Se ha sugerido una variedad de bases diferentes que podrían neutralizar el ácido y así aumentar la absorción de CO2. Por ejemplo, agregar piedra caliza triturada a los océanos mejora la absorción de dióxido de carbono. Otro enfoque es agregar hidróxido de sodio a los océanos que se produce por electrólisis de agua salada o salmuera, mientras se elimina el ácido clorhídrico subproducto de la reacción con una roca de silicato volcánico como la enstatita, aumentando efectivamente la tasa de meteorización natural de estas rocas para restaurar el pH del océano

## Obstáculos

### Aumento de las tasas de extracción de combustibles fósiles.

Emisiones globales anuales de dióxido de carbono (en gigatoneladas)

A partir del año 2019, la extracción y quema de combustibles fósiles por parte de los humanos ha agregado un total de 440 GtC (gigatoneladas de carbono) a las atmósfera, océanos y biosfera de la Tierra. La mayoría se ha añadido en el último medio siglo. Las tasas mundiales de extracción han aumentado aproximadamente un 2% anual durante muchos años y ahora superan los 10 GtC / año.

### Costos financieros
El uso de la tecnología agregaría un costo de entre 1 y 5 centavos adicionales por kilovatio hora, según la estimación realizada por el Panel Intergubernamental sobre Cambio Climático. Los costos financieros de la tecnología moderna del carbono casi se duplicarían si la reglamentación exigiera el uso de la tecnología CAC El costo de la tecnología CAC difiere según los diferentes tipos de tecnologías de captura que se utilizan y los diferentes sitios en los que se implementa, pero los costos tienden a aumentar con la implementación de la captura CAC. Un estudio realizado predice que con el avance de la tecnología estos costos podrían reducirse, pero seguirían siendo ligeramente más altos que los precios sin las tecnologías CAC.

### Necesidades energéticas
Los requisitos energéticos de los procesos de secuestro pueden ser elevados. En un artículo se publicó que el secuestro consumía el 25 % de la capacidad de producción nominal de 600 megavatios de una planta energética:
Después de agregar la captura y compresión de CO2, la capacidad de la planta de energía de carbón se reduce a 457 MW.